# Scotinotylus alpinus
Scotinotylus alpinus là một loài nhện trong họ Linyphiidae.
Loài này thuộc chi Scotinotylus. Scotinotylus alpinus được Richard C. Banks miêu tả năm 1896.